# The Kennedys
The Kennedys é uma minissérie televisiva vencedora do Emmy que conta a história da família Kennedy com seus triunfos e tragédias pela qual passaram. Greg Kinnear, Katie Holmes, Barry Pepper e Tom Wilkinson dão vida aos personagens principais. Foi dirigida por Jon Cassar e tem produção de Joel Surnow.
Originalmente The Kennedys seria transmitida no Canadá e nos Estados Unidos pelo canal de televisão History, porém, em janeiro de 2011 o canal anunciou que não iria mostrar a série. Depois de muito impasse e várias recusas de outras emissoras, os direitos de transmitir a minissérie acabaram sendo comprados pelo canal ReelzChannel, que passou os dois primeiros episódios em 3 de abril de 2011. A minissérie estreou no Reino Unido em 7 de abril de 2011, no Canadá em 10 de abril, Irlanda em 21 de maio, em Portugal no dia 22 de maio, no Brasil em 3 de julho e, em 5 de julho estreou na França.

## Elenco
- Greg Kinnear como John F. Kennedy
- Katie Holmes como Jacqueline Kennedy Onassis
- Barry Pepper como Robert "Bobby" F. Kennedy
- Tom Wilkinson como Joseph P. Kennedy
- Chris Diamantopoulos como Frank Sinatra
- Charlotte Sullivan como Marilyn Monroe
- Diana Hardcastle como Rose Kennedy
- Kristin Booth como Ethel Kennedy
- Serge Houde como Sam Giancana
- Enrico Colantoni como J. Edgar Hoover
- Don Allison como Lyndon B. Johnson
- Gabriel Hogan como Joseph P. Kennedy Jr.

## Críticas antecipadas
The Kennedys foi alvo de inúmeras críticas antes mesmo de sua estreia, por parte de historiadores que acusavam a minissérie de imprecisão histórica e por mostrar a família de uma maneira pouco elogiosa. Em 16 de fevereiro de 2010, o cineasta Robert Greenwald registrou o site Stop Kennedy Smears em resposta as críticas que a produção vinha recebendo.
Em 24 de fevereiro de 2010, Dave Itzroff do The New York Times, relatou que o historiador David Talbot, autor do livro usado como fonte de material para a minissérie, aderiu às críticas preventivas a minissérie. Ted Sorense, ex-redator dos discursos de JFK, descreveu o script da minissérie como um “assassinato do caráter”. Na época de toda essa crítica a minissérie ainda não havia sequer sido lançada.
Joel Surnow, abordou as críticas recebidas pela minissérie, em uma entrevista para o The Los Angeles Times em 17 de junho de 2010, dizendo: “eles olharam para os primeiros rascunhos do script, que nem sequer lembram o projeto final. Era muito cedo para que se pronunciassem sobre ele”.

## Produção
A minissérie foi filmada em Toronto, entre junho e setembro de 2010, e foi produzida pelo estúdio canadense Muse Entertainmente Enterprises e pela empresa de produção de Joel Surnow. The Kennedys é o primeiro roteiro de uma série original feito para o canal History. O orçamento de The Kennedys foi de 25 milhões de dólares, embora relatos mais tarde descrevessem-na como uma produção de 30 milhões. A minissérie foi escrita principalmente por Steve Kronish, que já trabalhou anteriormente com Surnow e Cassar.
Steven M. Gillon, autor do livro O Assassinato de Kennedy - 24 horas depois, e Roberto Dallek, foram os historiadores que apoiaram a produção.

### Transmissão e incertezas
Em 7 de janeiro de 2011, o canal de televisão History anunciou o cancelamento da estreia de The Kennedys nos Estados Unidos.
O diretor Jon Cassar disse em um encontro no Television Critics Association em Los Angeles, que ele acredita que a razão pela qual a minissérie não foi mostrada pelo History e por outras emissoras nos Estados Unidos, é porque pessoas poderosas dentro dos Estados Unidos ligadas à família Kennedy, usaram sua influência política e outros meios para impedir que a minissérie fosse ao ar.
Joel Surnow, produtor executivo da série, atribuiu o cancelamento à pressão exercida pelos Kennedys no conselho de proprietários do History. Surnow declarou: “… Foi o que aconteceu em nível de diretoria, e eu não quero mencionar ninguém pelo nome. É muito simples dizer que certos membros do conselho são amigos da família Kennedy”. Outros relatos apontaram membros da família Kennedy, como Maria Shriver e Caroline Kennedy como as líderes da campanha pelo cancelamento da transmissão da série.
Em 14 de janeiro de 2011, foi noticiado que DirecTV’s e A Rede 101 estavam considerando adquirir a minissérie. Entretanto, em 1 de fevereiro de 2011, ReelzChannel adquiriu os direitos de transmissão nos Estados Unidos de The Kennedys e anunciou sua intenção de mostrar a minissérie entre 3 de abril e 10 de abril de 2011.
Mediaweek informou que os donos da ReelzChannel, assumiram um grande risco ao comprar os direitos de transmissão da minissérie, pagando cerca de US$ 7 milhões de dólares pelos direitos de transmissão e gastando mais US$ 10 milhões em publicidade.
Em 16 de dezembro de 2010, a Shaw Média anunciou que haveria uma sessão especial da minissérie em 3 de março de 2011 em Toronto. A Canadian Broadcasting Corporation informou em 13 de janeiro de 2011 que a Shaw Media mostraria The Kennedys em março de 2011, mas que estavam incertos sobre se transmitiriam no canal History ou em outro canal como o Showcase. A minissérie tinha sido programada para passar no canal History durante duas horas seguidas a partir das 21:00 h, com início em 6 de março de 2011 e continuaria pelos três domingos subsequentes. John Doyle, crítico de televisão do The Globe and Mail, informou em 26 de janeiro de 2011, que The Kennedys seria mostrada no canal History, a partir de 9 de março de 2011. Seis dias depois, foi relatado que Stan Hubbard, diretor executivo da ReelzChannel, afirmou que parte de seu acordo de aquisição dos direitos de transmissão nos Estados Unidos, é que esses direitos seriam exclusivos, o que acabou forçando um atraso na estreia da série, que estava programada inicialmente para ir ao ar em março de 2011 no canal History no Canadá. Em 1 de fevereiro a Shaw Media, anunciou seu calendário revisto, em que a exibição da minissérie seria no canal de televisão History, em quatro segmentos de duas horas, com início em 10 de abril de 2011.
No Reino Unido, o canal History do Reino Unido, programou a estreia da minissérie em 7 de abril de 2011. Tom Davidson, diretor da AETN-UK afirmou no site do History: “O atraso na estreia britânica de The Kennedys é um grande golpe para o canal History, pois a série está trazendo à vida a história da família mais emblemática da América, é um drama ousado e épico que conta a história da dinastia Kennedy e estamos muito satisfeitos que os telespectadores do Reino Unido vão começar a vê-la”.
Em 17 de junho de 2011, a BBC, também no Reino Unido, começou a mostrar a série com Definição Standard e HD.
A série começou a ser transmitida na Sérvia pela B92, em 6 de maio de 2011, na Irlanda pela RTE One, em 21 de maio de 2011, e na Austrália pela ABC1, em 22 de maio de 2011.

## Recepção crítica
As opiniões da crítica dos Estados Unidos variaram bastante, e a minissérie recebeu uma pontuação média entre críticas mistas ou médias.
Alessandra Stanley do The New York Times escreveu uma revisão conjunta de The Kennedys e The Borgias, que estreou no mesmo dia. Stanley achou a minissérie bem feita embora às vezes extravagante, mas que o seu ponto mais forte é Tom Wilkinson como Joseph Kennedy, a quem ela descreve, em conjunto com Rodrigo Borgia, como "O implacável, tirânico (que) se agarra no poder, promovendo seus filhos para estabelecer seu governo e seu legado”.
Hank Stuever do Washington Post escreveu sobre a minissérie: “tudo acaba por ser tão inofensivo quanto um jogo de bonecas Kennedy”, “e os assassinatos foram retratados muito gentilmente, considerando como foram violentos”. Stuever descreve o roteiro como desajeitado e a minissérie mal feita, e adverte os que apreciam a história que eles podem se sentir perturbados assistindo a história "através de Surnow e o seu olhar mesquinho”.
John Doyle da The Globe and Mail escreveu, "é horrível, assustadoramente tediosa". "A série (feita no Canadá) parece barata e se aproxima do nível de uma novela da tarde." Doyle criticou a escolha do elenco predominantemente canadense e que esperam receber um impulso da carreira, mas que a minissérie foi "impulsionada por uma controvérsia falsa" e acredita que "o Canal History Americano caiu porque é uma televisão ruim."

### Audiência nos Estados Unidos
| Episódio(s) | Título(s)                                                                             | Data                | Espectadores (Original) | Espectadores (Original + extras) |
| ----------- | ------------------------------------------------------------------------------------- | ------------------- | ----------------------- | -------------------------------- |
| 1 & 2       | A Father's Great Expectations Shared Victories, Private Struggles                     | 3 de abril de 2011  | 1 300 000               | 1 900 000                        |
| 3           | Failed Invasion, Failed Fidelity                                                      | 5 de abril de 2011  | 841 000                 | 1 773 000                        |
| 4           | Broken Promises and Deadly Barriers                                                   | 6 de abril de 2011  | 806 250                 | 1 716 915                        |
| 5           | Moral Issues and Inner Turmoil                                                        | 7 de abril de 2011  | 737 237                 | 1 600 000                        |
| 6           | On the Brink of War                                                                   | 8 de abril de 2011  | TBA                     | TBA                              |
| 7 & 8       | The Countdown to Tragedy The Aftermath: A Family's Curse of Misfortune and Heartbreak | 10 de abril de 2011 | 1 400 000               | 1 900 000                        |

### Audiência no Reino Unido
A série foi exibida no Reino Unido pelo History Channel em abril de 2011, e em junho de 2011, na BBC 2 e BBC HD. A resposta do público em geral, foi positiva.
| Episódio   | Data                | Espectadores |
| ---------- | ------------------- | ------------ |
| Episódio 1 | 17 de junho de 2011 | 2,64 milhões |
| Episódio 2 | 17 de junho de 2011 | 2,36 milhões |
| Episódio 3 | 24 de junho de 2011 | 1,35 milhões |
| Episódio 4 | 1 de julho de 2011  | 1,32 milhões |
| Episódio 5 | 1 de julho de 2011  | 1,25 milhões |
| Episódio 6 | 8 de julho de 2011  | 1,41 milhões |
| Episódio 7 | 8 de julho de 2011  | 1,41 milhões |
| Episódio 8 | 15 de julho de 2011 | 988 mil      |

## Prêmios e indicações
| Ano  | Associação      | Categoria                                                      | Resultado |
| ---- | --------------- | -------------------------------------------------------------- | --------- |
| 2011 | 63º Emmy Awards | Melhor cabelo de Minissérie ou Filme                           | Venceu    |
| 2011 | 63º Emmy Awards | Melhor maquiagem em Minissérie ou Filme                        | Venceu    |
| 2011 | 63º Emmy Awards | Melhor mixagem de som em Minissérie ou Filme                   | Venceu    |
| 2011 | 63º Emmy Awards | Melhor Minissérie                                              | Indicado  |
| 2011 | 63º Emmy Awards | Melhor ator em Minissérie ou Filme — Greg Kinnear              | Indicado  |
| 2011 | 63º Emmy Awards | Melhor ator em Minissérie ou Filme — Barry Pepper              | Venceu    |
| 2011 | 63º Emmy Awards | Melhor ator coadjuvante em Minissérie ou Filme — Tom Wilkinson | Indicado  |

## Outras mídias
The Kennedys foi lançada em DVD e Blu-Ray no Reino Unido em 18 de julho de 2011. Foi lançada nos Estados Unidos e Canadá em 20 de setembro de 2011.